# Abd as-Salam Dżallud
Abd as-Salam Dżallud, arab. ‏عبد السلام جلود‎ (ur. 15 grudnia 1944 w Miździe) – libijski polityk, w latach 1972–1977 premier Libii.
W 1970 roku minister spraw wewnętrznych, a w latach 1970–1972 minister finansów Libii. 19 sierpnia 2011 przeszedł na stronę powstania, po trzymiesięcznej operacji mającej na celu ewakuację jego rodziny na tereny kontrolowane przez powstańców.